# تاريخ علم الفلك
علم الفلك هو أقدم العلوم الطبيعية، حيث يعود تاريخه إلى العصور القديمة وترجع أصوله الدينية والميثولوجية والممارسات التنجيمية إلى آثار عصر ما قبل التاريخ: الذي ما زال موجودًا في علم التنجيم وهو علم مختلط مع علم الفلك العام والحكومي ولم ينفصل عنهما حتى قرون قليلة مضت في العالم الغربي (انظرعلم التنجيم وعلم الفلك). وفي بعض الثقافات، كانت تستخدم البيانات الفلكية للتكهنات التنجيمية.

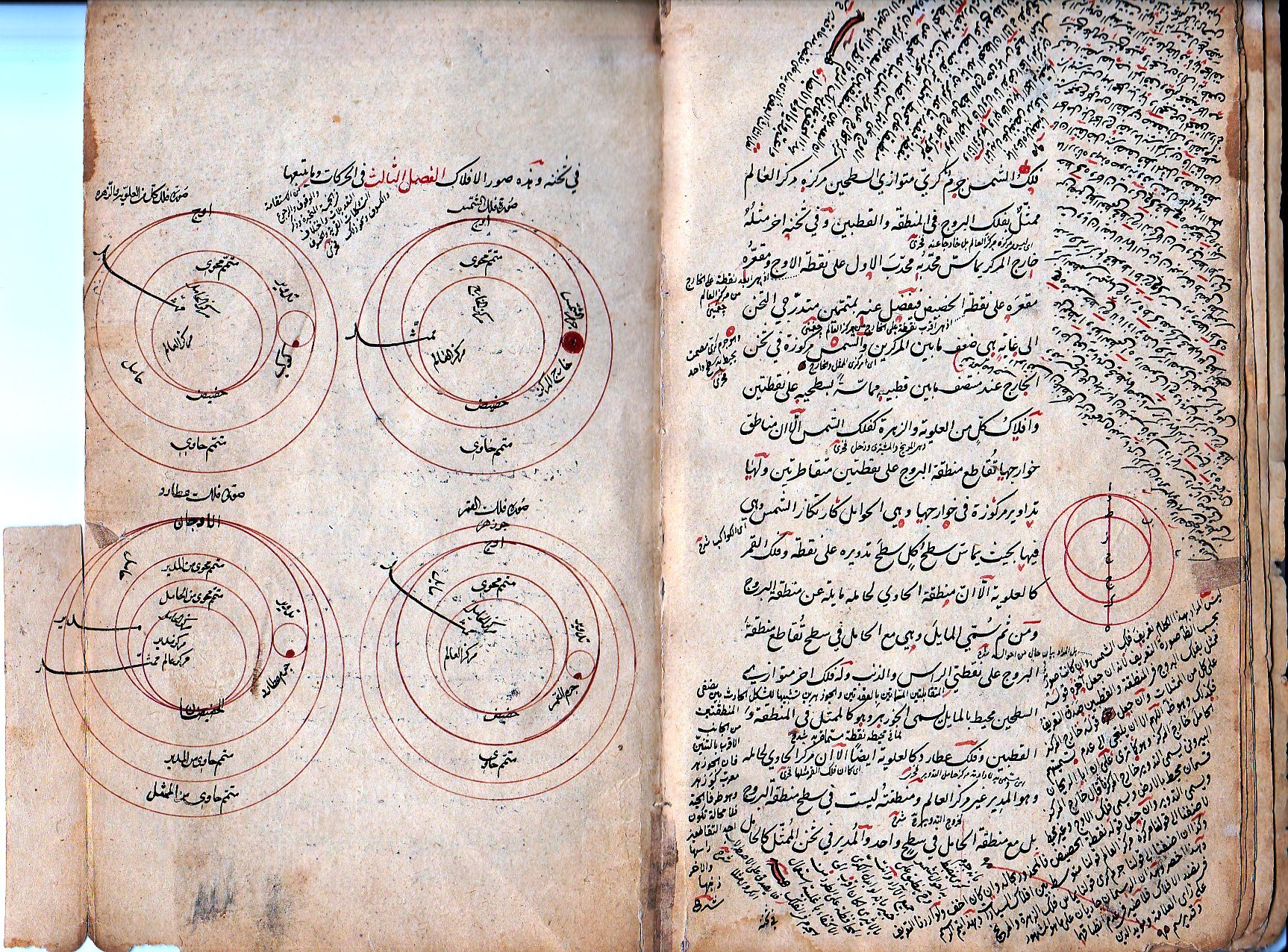
مخطوط لكتاب عربي في علم الفلك

وقد كان علماء الفلك القدامى قادرين على التفريق بين النجوم والكواكب، فالنجوم تظل ثابتة نسبيًا على مر القرون بينما الكواكب تتحرك بقدر ملموس خلال فترة زمنية قصيرة نسبيًا.

## المراحل التاريخية الأولى
كانت تحدد الثقافات الأولية للكائنات السماوية مع الآلهة والأرواح. فربطوا هذه الكائنات (وتحركاتها) بعدة ظواهر مثل المطَر والجفاف وفصول السنة والمد والجزر. وبصفة عامة كانوا يعتقدون أن أول عالم فلك «محترف» كان من القساوسة، حيث كان ينظر لمفهومهم لـ «الجنان» على أنه «الإله»، ومن ثم ربطه علم الفلك القديم بما يعرف الآن بعلم التنجيم. ومهما حدث يمكن فهم الهياكل القديمة من خلال التخطيطات الفلكية (مثل ستونهنج) في كل من النسق الفلكي والديني.

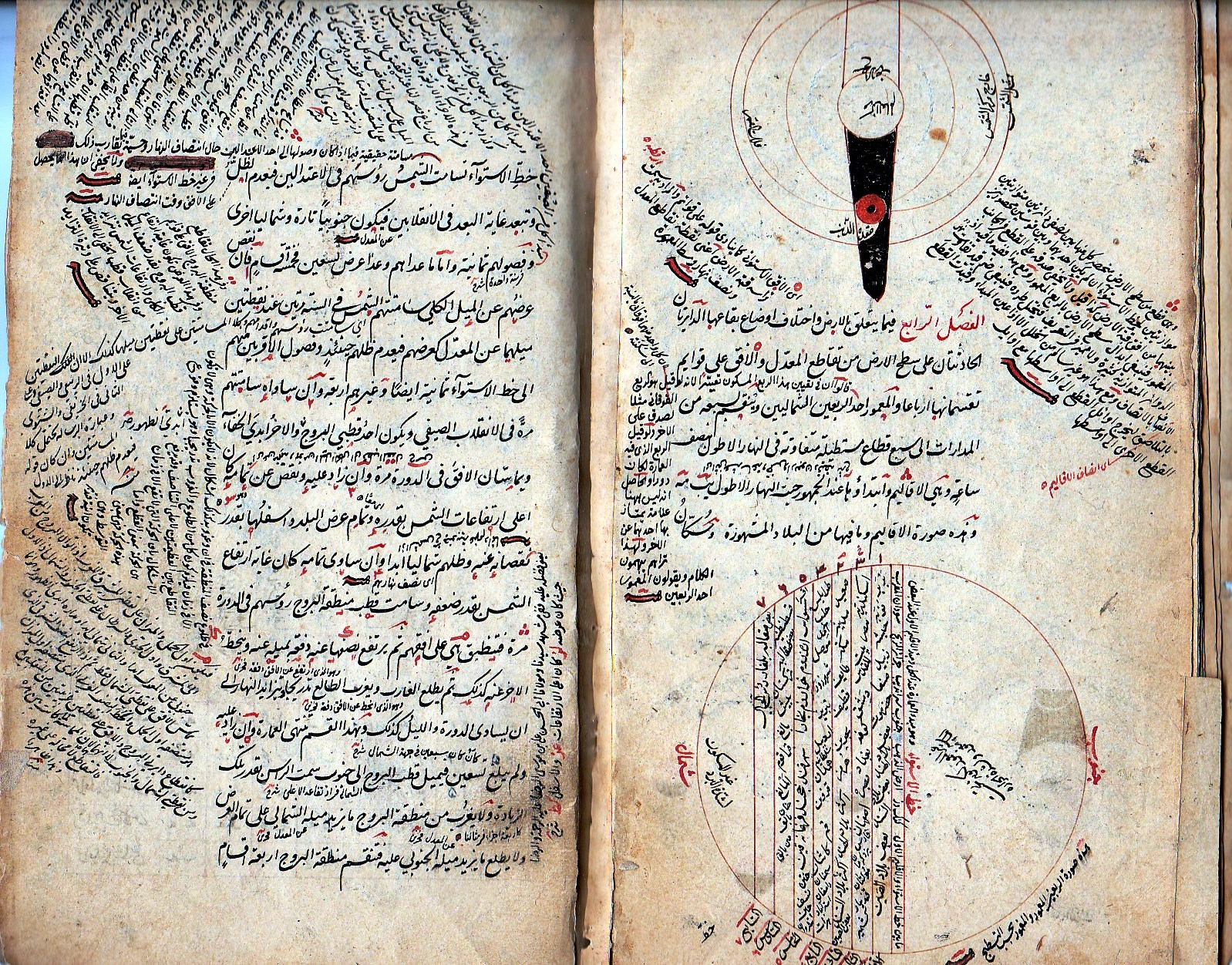
مخطوطة لكتاب عربي في علم الفلك يوضح ظاهرتي الخسوف والكسوف في القرون الوسطى

حساب أبو الريحان البيروني لمحيط الأرض

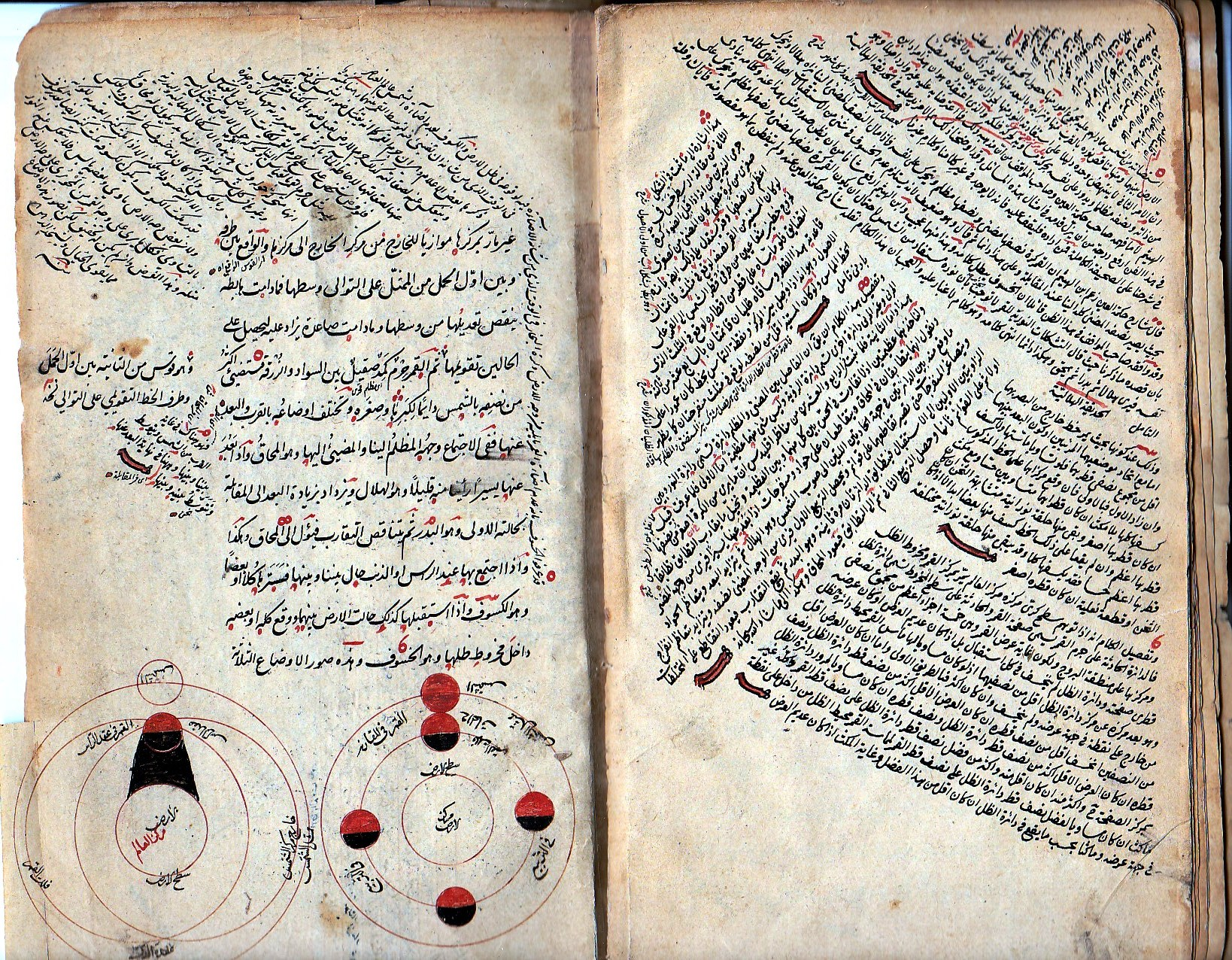
مخطوطة لكتاب عربي في علم الفلك يوضح منازل القمر حول كوكب الأرض

ولقد تفوق العرب المسلمون في علم الفلك تفوقا باهرا ووضعوا خرائط للأجرام السماوية، وقاس العالم الفلكي أبو الريحان البيروني محيط الكرة الأرضية ويعتبر أول من قال بكروية الأرض ودورانها حول الشمس، كما حدد علماء الفلك العرب أوقات الخسوف والكسوف، ومنازل القمر وبينوا وضع الكواكب حول الشمس وطبيعة النجوم واختلافها عن الكواكب في مخطوطات عدة.
كما طور أبو الريحان البيروني معادلة رياضية لاستخراج محيط الأرض بطريقة علمية بسيطة، وهذه المعادلة لحساب محيط الأرض لا تزال مستعملة حتى الآن وعرفت عند علماء الفلك بقاعدة البيروني لحساب نصف قطر الأرض.
عادة ما يُحدد التقويم الميلادي للعالم عن طريق الشمس والقمر (قياس اليوم والشهر والسنة)، حيث تعد ذات أهمية للمجتمعات الزراعية في اعتماد موسم الحصاد في الوقت المناسب من السنة. ويعتمد التقويم الحديث الأكثر شيوعًا على التقويم الروماني، الذي قسم السنة إلى اثني عشر شهرًا على أن يكون كل شهر مكونًا من ثلاثين أو واحد وثلاثين يومًا بالتناوب. وفي عام 46 قبل الميلاد أثار يوليوس قيصر واعتمد إصلاح التقويم المرتكز على 1⁄4 التي يبلغ طولها 365 يومًا المقترحة أساسًا من عالم الفلك اليوناني كاليبوس (Callippus) في القرن الرابع قبل الميلاد.

## المؤرخون لعلم الفلك
- علماء الماضي. ويلي هارتنر (Willy Hartner) وأوتو نيوجيباوير (Otto Neugebauer) وبي إل فان دير ويردين (B. L. van der Waerden)
- علماء الوقت الحاضر. ستيفن جي بروش (Stephen G. Brush) و ستيفن جيه ديك (Stephen J. Dick) وأوين جنجريتش (Owen Gingerich) و بروس ستيفنسون (Bruce Stephenson) و مايكل هوسكن نسخة محفوظة 24 يوليو 2011 على موقع واي باك مشين. و الكسندر أر جونز و كورتيس إيه ويلسون
- المؤرخون الفلكيون ديلامبر وجيه بي إي دراير ودونالد أوستيربروك وكارل ساجان وإف ريتشارد ستيفنسون

## تطور الرصد الفلكي

### قبل اختراع المقراب

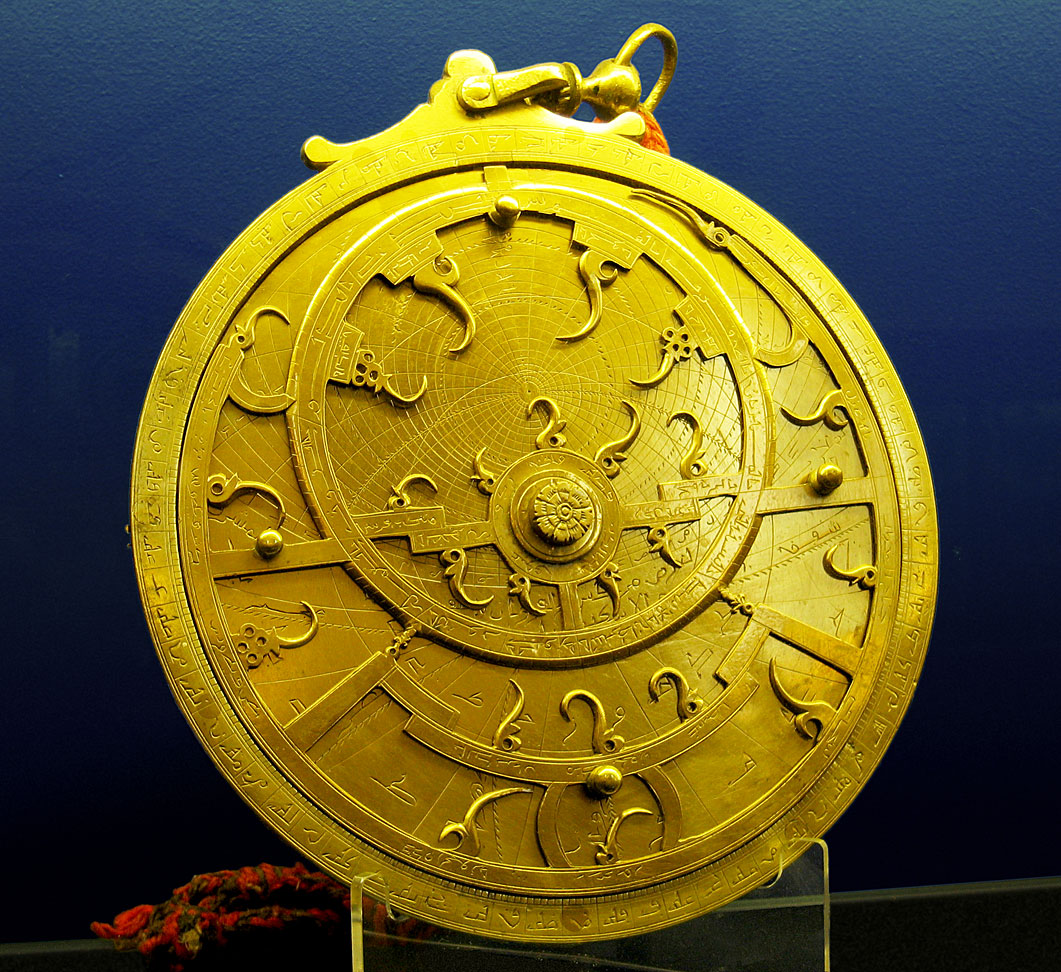
اسطرلاب إيراني من القرن 18.

لا يعرف تماما متى بدأ رصد السماء. استخدم قدماء المصريين تقويما منذ 3000 قبل الميلاد، وكانت مبنية على مشاهد الشعرى اليمانية (بالمصري القديم «سبا»). كما عرفت أشكال فلكية وبنايات لها اتجاهات معينة تتعلق بالشمس والنجوم في بلاد مختلفة من العالم، منها ما عثر عليه من الأشوريين وبابل والمايا.
وابتكر الإنسان أجهزة لتحديد مواقع النجوم مثل إبرخس اليوناني وبطليموس المصري خلال الألفية قبل الميلاد، واستخدمها العرب فيما بعد وعدلوها. ثم طورت تلك الأجهزة على يد تيخو براهي الدنماركي خلال القرن السادس عشر. واستخدم العرب الاسطرلاب اليوناني لحساب مواقع النجوم وقاموا بتعديله، وأصبح يستخدم لتحديد الوقت وتحديد بعض المواعيد مثل موعد شروق الشمس.

### القرن 17 حتى 19

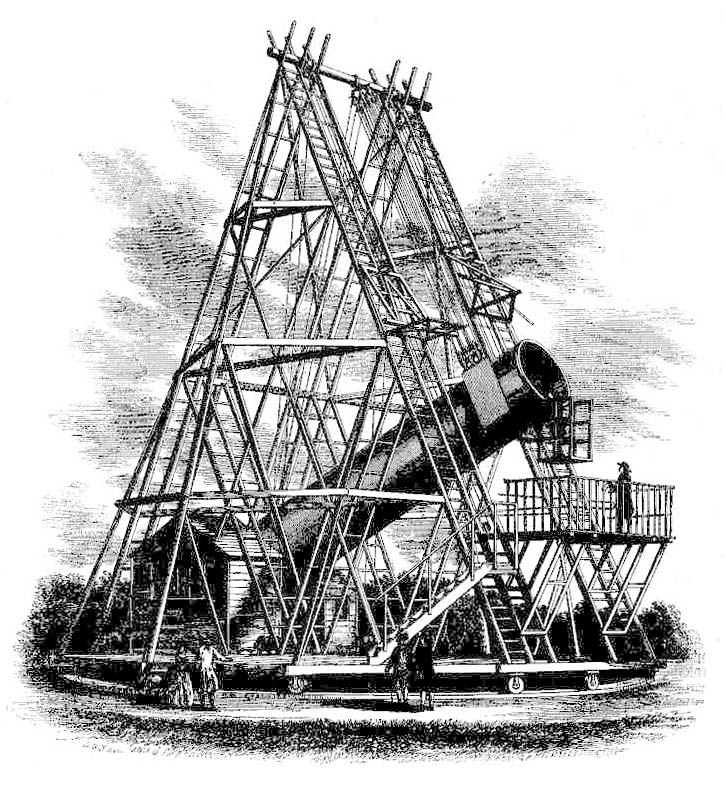
تلسكوب هرشل (طول 40 قدم) من عام 1789

بدأ تدوين بيانات الأجرام السماوية بواسطة التلسكوب الذي اخترعه غاليلي غاليليو في عام 1609 . وتطور الأمر باختراع تلسكوبات أكثر كفاءة من تلسكوب جاليليو. من أهم تلك الأجهزة مثلا تلسكوب مرآة الذي اخترعة جيمس غريغوري، ونفذوه لوران كاسجريان وإسحاق نيوتن. ثم بدأ بناء تلسكوبات ضخمة من نوع تلسكوب المرآة قام وليام هيرشل ببناء واحدة منها في القرن الثامن عشر ووليم بارسونز في القرن التاسع عشر، إلى أن قام جورج هيلي بتشييد تلسكوب باتساع 100 بوصة في عام 1917 على مرصد جبل ويلسون.
سار تطور موازيا لهذا التقدم في مجال البصريات وطرق تركيب التلسكوب: فمند القرن 19 بدأت المطيافية (تحليل الضوء) تدخل مجال القياسات الفلكية. فقد استخدم هيرشل موشورا في عام 1800 لتحليل الضوء وترمومتر لرصد أشعة الشمس وعين ما بها من حرارة، وكان ذلك بدء علم فلك الأشعة تحت الحمراء. وبعدها بعدة سنوات قام «وليام ولاستون» ويوزيف فراونهوفر بتعيين خطوط طيف أشعة الشمس.
وفي عام 1852 قامم «جورج ستوكس» بنشر رسالة علمية عن مشاهداته للاشعة فوق البنفسجية في أشعة الشمس. وفي منتصف القرن 19 قام |روبرت بنزن«وجوستاف كيرشوف» بتعيين التركيب الكيميائي للشمس على اساس خطوط الطيف.
وسار التطور في ابتكار أنواع أكثر دقة للمطيافية  ومنذ نهاية القرن 19 بدأ استخدام طرق التصوير، التي أعطت فتحت للرصد الفلكي مجالات أوسع للمشاهدة، وتوسعت بزيادة دقة الاجهزة وزيادة حساسية التقاط الصور.

### القرن 20 والقرن 21
يتسم القرن العشرين باستخدام أجهزة مشاهدة وقياس إلكترونية وفي إجراء منظم للرصد وتوسيع المجالات بالنسبة للقياس في أطوال موجات. مختلفة من طيف الأشعة الكهرومغناطيسية. وقام كل من «كارل جانسكي» و«جروت ريبر» في عام 1930 بأرصاد في علم الفلك للأشعة الراديوية. وتطورت هذه الأرصاد بعد نهاية الحرب العالمية الثانية بفضل أجهزة الأتصالات اللاسلكية والرادار التي انتهى استخدامها الحربي، وايتخدمت بكثرة في البحث العلمي.
في الأربعينيات من القرن الماضي صنع أول صمام تضخيم ضوئي واستخدم لتعيين شدة الإضاءة. كما بدأت أول تجارب لتكوين الصورة بواسطة اجهزة إلكترونية، حتى توصلنا إلى استخدام مجسات سي سي دي.
ولقياس موجات في نطاق الموجات التي يمتصها الغلاف الجوي للارض بدأ إرسال التلسكوبات إلى الفضاء الكوني: وأجريت لأول مرة قياسات لـ لأشعة فوق البنفسجية في عام 1946 . وقام بتلك القياسات علماء أمريكيون استخموا لها صاروخ ألماني فاو 2 ، كما قاموا بنفس الطريقة في عام 1949 بإجراء قياسات في نطاق ألأشعة إكس خارج جو الأرض.
ومنذ 1970 بدأ الرصد «بالقمر الصناعي الفلكي للاشعة تحت الحمراء» IRAS الذ كان أول مرصد يدور حول الأرض يرصد الأشعة تحت الحمراء. ثم تبعه المسبار الفضائي Uhuru ، وهو أول قمر صناعي يقيس أشعن إكس. وفي عام 1959 قام القمر الصناعي السوفييتي لونا 1 لأول مرة بقياسات لجرم آخر غير الأرض وهو القمر: وأجري أول هبوط على السطح الخلفي للقمر في نفس العام.وفي عام 1962 وصل المسبار مارينر 2 إلى كوكب آخر إلى الزهراء، وأرسلت مسبارات خلال العشر سنوات التالية جميع الكواكب الكبيرة في المجموعة الشمسية.
بدأ علم فيزياء الجسيمات الفلكية في عام 1912 بقيام «فيكتور هيس» بالارتفاع ببالون، وتبين له وجود طبقات في غلاف الأرض متأينة أتية من الكون. إلا أنه تبين خلال عشرات السنين التالية أنها جسيمات أولية سريعة. وبابتكار أجهزة أكثر دقة كمكشافات الجسيمات أصبح إجراء قياسات للأشعة الكونية ممكنا. ومنذ عام 1983 تم بناء مكشافات للنيوتربنو ضخمة، استطاع العلماء بها قياس نيوترنوات الشمس، ونيوترينوات من مستعر أعظم 1978 إيه الذي حدث في عام 1978 في سحابة ماجلان الكبرى، كذلك قيست نيوترينوات آتية من خارج المجموعة الشمسية.ef>Hess und Nachfolger S. 7ff., Neutrinos S. 210f. in M. S. Longair: High energy astrophysics. Volume 1. Cambridge University Press: Cambridge u. a. 1992, ISBN 0-521-38374-9.</ref>
يهتم الرصد الفلكي حاليا بالقيام بالرصد الدقيق، واستغلال أفضل لنطاقات طيف الأشعة الكهرومغناطيسي وترابطها مع بعضها البعض. وكذلك بتجميع عدد كبير من القياسات وبيانات عن النجوم ومجرة درب التبانةي ومجرات في الكون. من ضمنها مراصد جديدة على متن أقمار صناعية، مثل تلسكوب هابل الفضائي. وتطوير طرق الرصد من الأرض مثل بصريات متوائمة وبصريات نشطة، وكذلك بناء مكشافات لموجات الجاذبية، يكون في وسعها اكتشاف أنماط جديدة للمشاهدة.
.
تتطلب مشاريع ضخمة مثل مصفوف الترددات المنخفضة LOFAR من الأجهزة الحاسبة وبنيات الحواسيب الكبيرة كفاءات عالية في نقل البيانات المجمعة الكثيرة ومعاملتها وتخزينها.